# Ruth Hart
Ruth Hart (Jacksonville, 1886 – New York, 2 maggio 1952) è stata un'attrice statunitense che lavorò nel cinema all'epoca del muto.
Nel 1909 entrò a far parte della squadra di attori che, alla Biograph Company, erano alle dipendenze di David W. Griffith. Attrice caratterista, prese parte, tra il 1909 e il 1910, a una quarantina di pellicole - tutti cortometraggi - dirette da Griffith.

## Filmografia
- Nursing a Viper, regia di David W. Griffith - cortometraggio (1909)
- The Light That Came, regia di David W. Griffith - cortometraggio (1909)
- The Restoration, regia di David W. Griffith - cortometraggio (1909)
- Two Women and a Man, regia di David W. Griffith - cortometraggio(1909)
- A Midnight Adventure, regia di David W. Griffith - cortometraggio (1909)
- The Open Gate, regia di David W. Griffith - cortometraggio (1909)
- The Mountaineer's Honor, regia di David W. Griffith - cortometraggio (1909)
- The Trick That Failed, regia di David W. Griffith - cortometraggio (1909)
- The Death Disc: A Story of the Cromwellian Period, regia di David W. Griffith - cortometraggio (1909)
- Through the Breakers, regia di David W. Griffith - cortometraggio (1909)
- The Red Man's View, regia di David W. Griffith - cortometraggio (1909)
- A Corner in Wheat, regia di David W. Griffith - cortometraggio (1909)
- The Test, regia di David W. Griffith - cortometraggio (1909)
- In a Hempen Bag, regia di David W. Griffith - cortometraggio (1909)
- In Little Italy, regia di David W. Griffith - cortometraggio (1909)
- To Save Her Soul, regia di David W. Griffith - cortometraggio (1909)
- On the Reef, regia di David W. Griffith - cortometraggio (1910)
- The Call, regia di David W. Griffith - cortometraggio (1910)
- The Honor of His Family, regia di David W. Griffith - cortometraggio (1910)
- The Last Deal, regia di David W. Griffith - cortometraggio (1910)
- The Cloister's Touch, regia di David W. Griffith - cortometraggio (1910)
- The Woman from Mellon's, regia di David W. Griffith - cortometraggio (1910)
- The Duke's Plan, regia di David W. Griffith - cortometraggio (1910)
- One Night and Then, regia di David W. Griffith - cortometraggio (1910)
- The Englishman and the Girl, regia di David W. Griffith - cortometraggio (1910)
- Taming a Husband, regia di David W. Griffith - cortometraggio (1910)
- The Newlyweds, regia di David W. Griffith - cortometraggio (1910)
- The Love of Lady Irma, regia di Frank Powell - cortometraggio (1910)
- A Child of the Ghetto, regia di David W. Griffith - cortometraggio (1910)
- A Victim of Jealousy, regia di David W. Griffith - cortometraggio (1910)
- A Flash of Light, regia di David W. Griffith - cortometraggio (1910)